# Список эпизодов мультсериала «Битвы Зверей»
Список эпизодов мультсериала «Битвы Зверей» — перечень и краткое описание серий канадского мультипликационного сериала «Битвы Зверей» (другое название — «Звериные Войны»), открывающего цикл «Эра Зверей», который продолжает эпопею о многовековой борьбе двух рас разумных роботов с планеты Кибертрон — благородных автоботов и жестоких Десептиконов.

## Краткая предыстория
Действие сериала разворачивается спустя три столетия после событий, показанных в мультсериале «Трансформеры (Generation 1)». Действующие лица — максималы (потомки автоботов) и предаконы, чьими далёкими предками были десептиконы. Они уже давно помирились и живут в добром соседстве на родном Кибертроне. Но не всем по душе мирная жизнь…

## Сезон 1: 1996—1997
| # | Название серии                                   | Автор сценария               | Режиссёр          | Дата первого показа | Код продукции |
| --- | ------------------------------------------------ | ---------------------------- | ----------------- | ------------------- | ------------- |
| 1 | «Войны зверей (Часть 1) \ Beast Wars (Part 1)»   | Боб Форвард                  | Иэн Пирсон        | 16 сентября 1996 г. | BW001         |
| В результате ожесточённой перестрелки «Дарксайд» (корабль предаконов) и преследующий его «Аксалон» (корабль максималов) терпят крушение и оказываются на неизвестной планете, где концентрация энергона настолько велика, что является смертельно опасной для роботов. Ради выживания трансформеры вынуждены принять формы органических живых существ. Обретя новые тела, предаконы и максималы возобновляют войну, которую вели когда-то их предки.                                       |                                                  |                              |                   |                     |               |
| 2 | «Войны зверей (Часть 2) \ Beast Wars (Part 2)»   | Боб Форвард                  | Стив Болл         | 17 сентября 1996 г. | BW002         |
| Предакон Динобот порывает со своими соплеменниками и вызывает Оптимуса Праймала на поединок за право быть лидером максималов. В ходе сражения каждому из бойцов представляется удобный случай прикончить своего противника, но вместо этого они спасают друг другу жизнь: Оптимус вытаскивает Динобота из пропасти, а тот, в свою очередь, заслоняет Оптимуса от выстрела Мегатрона. В итоге в команде максималов становится на одного члена больше.                                       |                                                  |                              |                   |                     |               |
| 3 | «Паутина \ The Web»                              | Лэрри ДиТилио                | С.Майкл Истон     | 18 сентября 1996 г. | BW003         |
| Скорпонок находит мега-пушку с борта «Дарксайда», потерянную при крушении. Чтобы не дать предаконам использовать её против максималов, Читор самовольно отправляется на их базу, но сам попадает в статическую сеть Тарантула. На выручку приятелю спешит Рэттрэп. Ему удаётся разрушить установку, питающую сеть, освободить Читора и вернуться вместе с ним на «Аксалон», и всё это — по секрету от командира Оптимуса.                                                                  |                                                  |                              |                   |                     |               |
| 4 | «Равные возможности \ Equal Measures»            | Грег Джонсон                 | Т.У.Пикок         | 23 сентября 1996 г. | BW004         |
| Читор нечаянно телепортируется на «Дарксайд» по каналу, открывшемуся во время грозы. Динобот и Оптимус Праймал, уверенные, что юный максимал погиб, посылают на базу предаконов взрывное устройство, не подозревая, что взрыв уничтожит обе базы, так как они расположены над одной и той же энергоновой жилой. Однако Читор успевает буквально в последний момент разрядить бомбу и, ускользнув от предаконов, возвратиться к своим.                                                      |                                                  |                              |                   |                     |               |
| 5 | «Командир \ Chain of Command»                    | Джесс Уинфилд                | Эндрю Дусетт      | 24 сентября 1996    | BW005         |
| В ходе очередной схватки между максималами и предаконами случайный выстрел приводит в действие маяк, на сигнал которого прибывает зонд инопланетян и захватывает Оптимуса Праймала. На вакантное место лидера претендует Динобот, но Оптимус, которому удаётся связаться с товарищами, поручает командование Рэттрэпу. Всем на удивление, тот отлично справляется с задачей, и даже Динобот вынужден это признать.                                                                         |                                                  |                              |                   |                     |               |
| 6 | «Источник силы \ Power Surge»                    | Лэрри ДиТилио                | Николас Кенделл   | 25 сентября 1996 г. | BW006         |
| Террорзавр обнаруживает летающую скалу, буквально начинённую кристаллами энергона и получает достаточно энергии, чтобы разнести Мегатрона на куски и провозгласить себя новым лидером предаконов. Однако добытая им энергия нестабильна, и её запас быстро иссякает. Чтобы восстановить силы, Террорзавр опять отправляется к скале, но Оптимус Праймал и Рэттрэп взрывают её, и ему приходится вернуться на базу ни с чем. А там его поджидает… Мегатрон собственной персоной!            |                                                  |                              |                   |                     |               |
| 7 | «Спасение товарищей \ Fallen Comrades»           | Боб Форвард                  | Стив Болл         | 30 сентября 1996 г. | BW007         |
| Где-то на Севере приземляется шаттл с протоформой робота. Чтобы он не достался максималам, Мегатрон с частью своего отряда атакует их базу, в то время как остальные предаконы пытаются задержать максималов по дороге к шаттлу. Предаконы оказываются в нужном месте раньше, чем максималы, но, благодаря изобретательности Оптимуса и храбрости Динобота, протоформа уже активирована. В команде максималов появляется новый боец — могучий и вольнолюбивый Тигатрон.                    |                                                  |                              |                   |                     |               |
| 8 | «Двойной риск \ Double Jeopardy»                 | Джесс Уинфилд                | Марк Шаймен       | 7 октября 1996 г.   | BW008         |
| После провала нескольких операций подряд Рэттрэпа подозревают в измене. Чтобы оправдаться, он должен отправиться в опасную экспедицию на вражескую территорию. Притворившись, что переходит на сторону предаконов, Рэттрэп проникает в их штаб. Там он находит и обезвреживает похищенный предаконами декодер, с помощью которого те следили за происходящим на базе максималов. Ко всеобщему облегчению, невиновность Рэттрэпа доказана. А Оптимус Праймал никогда в ней и не сомневался… |                                                  |                              |                   |                     |               |
| 9 | «Мышеловка \ A Better Mousetrap»                 | Карен Уиллсон, Крис Вебер    | Дж.Фолконер       | 8 октября 1996 г.   | BW009         |
| Сконструированный Райноксом «Часовой» — автоматическая система обеспечения безопасности «Аксалона» — из-за случайного повреждения «сходит с ума» и принимает самих максималов за врагов, так что им приходится бежать с собственной базы. Исправить дело берётся виновник происшествия — Рэттрэп; он успешно преодолевает все преграды, обходит всевозможные ловушки и отключает «Часового».                                                                                               |                                                  |                              |                   |                     |               |
| 10 | «Горилла в бою \ Gorilla Warfare»                | Грег Джонсон                 | Джеймс Боушир     | 14 октября 1996 г.  | BW010         |
| Оптимус Праймал заражён страшным вирусом. По замыслу Скорпонока и Мегатрона, этот вирус должен превратить Оптимуса в жалкого труса, но вместо этого делает его крайне свирепым и агрессивным. В таком состоянии Оптимус не может оставаться с друзьями, чтобы не подвергать их опасности — он направляется на базу предаконов, чтобы вступить с ними в решительный бой и уничтожить врагов ценой собственной гибели… или добыть противоядие.                                               |                                                  |                              |                   |                     |               |
| 11 | «Зонд \ The Probe»                               | Крэйг Миллер, Марвин Вулфмен | Изекиэл Нортон    | 15 октября 1996 г.  | BW011         |
| С Кибертрона послан временно́й зонд на поиски команды Оптимуса. У них появляется реальный шанс вернуться домой — нужно лишь установить антенну для передачи сигнала. Однако Мегатрону с его шайкой возвращение на Кибертрон не сулит ничего доброго, и он стремится помешать этому. Тарантул с помощью особого устройства фиксирует максималов в их звероформах, а Мегатрон разрушает антенну, так что возвращение максималов на родную планету откладывается на неопределённый срок…       |                                                  |                              |                   |                     |               |
| 12 | «Победа \ Victory»                               | Уэнди Риэрдон                | Стив Болл         | 1 ноября 1996 г.    | BW012         |
| Максималы отремонтировали «Аксалон», раздобыв нужные детали на базе предаконов, опустевшей после взрыва энергона, и готовы к старту. Но Динобот обнаруживает тайное убежище предаконов и узнаёт о том, что Мегатрон намерен захватить корабль. Спеша предупредить максималов, он сам атакован предаконами, но Оптимус Праймал, рискуя собственной жизнью, спасает его от гибели. И хотя корабль опять сильно повреждён, зато вся команда максималов цела и снова в полном сборе.           |                                                  |                              |                   |                     |               |
| 13 | «Преступные планы \ Dark Designs»                | Иэн Вир                      | Оуэн Харли        | 4 ноября 1996 г.    | BW013         |
| Мегатрон захватывает в плен Райнокса и перепрограммирует его в предакона, планируя использовать его огромную силу против максималов. Кажется, что его затея удалась… Но в действительности Райнокс, даже подвергнувшись трансмутации, сохраняет верность максималам. Он ведёт в стане Мегатрона свою игру, «нейтрализуя» одного предакона за другим, и, наконец, вступает в поединок с самим Мегатроном…                                                                                   |                                                  |                              |                   |                     |               |
| 14 | «Два Динобота \ Double Dinobot»                  | Роуби Горен                  | Джон Поузер       | 5 ноября 1996 г.    | BW014         |
| Созданный Мегатроном клон Динобота должен вывести из строя охранную систему «Аксалона». Вначале всё идёт, как задумано: двойнику Динобота удаётся проникнуть на базу максималов, с помощью хитрости избавиться от присутствия Рэттрэпа, Оптимуса Праймала и Читора, и остаться на командном пункте одному. Но, пока он пытается отключить защитное поле, на базу возвращается настоящий Динобот…                                                                                           |                                                  |                              |                   |                     |               |
| 15 | «Искра \ The Spark»                              | Лэрри ДиТилио                | Колин Дэвис       | 11 ноября 1996 г.   | BW015         |
| Очередной модуль максималов пострадал при посадке. Заключённой в нём протоформе угрожает смерть, и Райнокс старается спасти её. Он отдаёт собственную энергию, чтобы задействовать систему активации протоформы, и в результате оказывается беззащитным перед нападением Террорзавра. Но предакона ждёт очень неприятный сюрприз — атака крылатой воительницы максималов Эйрэзор, в которую превратилась бывшая протоформа!                                                                |                                                  |                              |                   |                     |               |
| 16 | «Ловушка (Часть 1) \ The Trigger (Part 1)»       | Боб Форвард                  | Дж.Фолконер       | 18 ноября 1996 г.   | BW016         |
| Отбиваясь от предаконов, Тигатрон сорвался со скалы… и очутился на загадочном летающем острове, в центре которого высится башня, излучающая мощные потоки энергии. Узнав об этом, Мегатрон намеревается взять остров под свой контроль, чтобы использовать его энергоресурсы для полного и окончательного уничтожения максималов. Выполнение этой миссии он поручает Чёрной Вдове и Скорпоноку.                                                                                            |                                                  |                              |                   |                     |               |
| 17 | «Ловушка (Часть 2) \ The Trigger (Part 2)»       | Боб Форвард                  | Микаэла Забранска | 19 ноября 1996 г.   | BW017         |
| Чтобы воспрепятствовать планам Мегатрона, Оптимус Праймал вместе с Рэттрэпом отправляется на летающий остров. Но Чёрная Вдова уже успела проникнуть в башню и получить доступ к источнику энергии… Над базой максималов и её обитателями нависла смертельная угроза. Тигатрону удаётся устранить опасность, разрушив башню. Но, к сожалению, вместе с энергетической башней гибнет и чудесный остров.                                                                                      |                                                  |                              |                   |                     |               |
| 18 | «Паучьи игры \ Spider's Game»                    | Лэрри ДиТилио                | Джеймс Боушир     | 6 января 1997 г.    | BW018         |
| Тарантул тайно от Мегатрона обнаруживает модуль максималов с протоформой и изменяет его исходную программу, думая подчинить нового предакона себе, а модуль переделать в персональный звездолёт. Однако его расчёты не оправдываются — созданный им предакон Инферно обращает оружие против самого Тарантула, а модуль уничтожен Тигатроном. Лишь Чёрная Вдова предлагает Тарантулу союз и помощь, но у неё свои планы…                                                                    |                                                  |                              |                   |                     |               |
| 19 | «Зов предков \ Call of the Wild»                 | Боб Форвард                  | Джонатан Гудвилл  | 7 января 1997 г.    | BW019         |
| Предаконы похитили с базы максималов прибор, поглощающий избыточное излучение энергона. Теперь максималы вынуждены постоянно пребывать в форме зверей, и звериные инстинкты постепенно начинают брать верх над разумом. Именно на это и рассчитывает Мегатрон — ведь в форме зверей максималы безоружны. Чтобы не погибнуть, им нужно обрести внутреннюю гармонию, примирить две стороны своей натуры…                                                                                     |                                                  |                              |                   |                     |               |
| 20 | «Прогулка вслепую \Dark Voyage»                  | Сэмюэл Уоррен Джозеф         | Стив Болл         | 27 января 1997 г.   | BW020         |
| Рэттрэп, Динобот и Читор ослепли в результате взрыва энергона. Райнокс, тоже потерявший зрение, но сохранивший самообладание (и хорошее обоняние), ведёт своих товарищей обратно на базу. По дороге их атакуют Оспинатор и Террорзавр, надеясь на лёгкую победу, но Райнокс, хоть и незрячий, успешно организует оборону, и вражеское нападение отбито. А тут как раз на подмогу прибывает Оптимус Праймал… В общем, всё кончается благополучно.                                           |                                                  |                              |                   |                     |               |
| 21 | «Захват \ Possession»                            | Иэн Вир                      | Оуэн Харли        | 3 февраля 1997 г.   | BW021         |
| В штабе предаконов — чрезвычайное происшествие: в тело Оспинатора вселяется «искра» десептикона Скандалиста. Нежданный гость из далёкого прошлого присягает на верность Мегатрону и предлагает ему свои услуги в войне с максималами. При его содействии предаконам удаётся захватить базу максималов. Однако вскоре выясняется, что Скандалист вовсе не намерен довольствоваться только ролью помощника и советника Мегатрона — он хочет большего…                                        |                                                  |                              |                   |                     |               |
| 22 | «Дорога в низине \ The Low Road»                 | Боб Форвард                  | Дж.Фолконер       | 10 февраля 1997 г.  | BW022         |
| Тарантул заражает Райнокса вирусом, вызывающим неконтролируемые выбросы энергии. Без лечения гибель грозит не только пострадавшему, но и самой базе максималов. Динобот и Рэттрэп, сознавая свою вину в случившемся, отправляются на поиски Тарантула, чтобы раздобыть в его логове антивирус для товарища. |                                                  |                              |                   |                     |               |
| 23 | «Закон джунглей \ Law of the Jungle»             | Марк Лирен-Янг               | Джон Поузер       | 17 февраля 1997 г.  | BW023         |
| В перестрелке между максималами и предаконами нечаянно убит друг Тигатрона — белый тигр. Потрясённый случившимся, Тигатрон отказывается сражаться дальше и хочет уйти. Напрасно Динобот и Оптимус пытаются убедить его, что в сложившихся обстоятельствах войны не избежать. Но когда его друзья оказываются в смертельной опасности, Тигатрон должен сделать выбор — сохранять нейтралитет или вновь взяться за оружие…                                                                   |                                                  |                              |                   |                     |               |
| 24 | «Перед бурей \ Before the Storm»                 | Боб Форвард                  | Адам Вуд          | 21 февраля 1997 г.  | BW024         |
| Мегатрон предлагает Оптимусу Праймалу заключить бессрочное перемирие. Тигатрон по заданию Праймала пробирается на «Дарксайд», чтобы выяснить причину удивительного миролюбия лидера предаконов. Но там он узнаёт нечто ещё более удивительное — Мегатрон нашёл Золотой Диск инопланетян, который, как он считает, даст ему небывалое могущество… |                                                  |                              |                   |                     |               |
| 25 | «Чужие голоса (Часть 1) \ Other Voices (Part 1)» | Лэрри ДиТилио,Боб Форвард    | Колин Дэвис       | 31 марта 1997 г.    | BW025         |
| Таинственные пришельцы — Воки — вступают в контакт с Праймалом. Недовольные тем, что максималы и предаконы своим вмешательством нарушили ход их экспериментов на Земле, они намерены ликвидировать Землю вместе со всеми, кто на ней находится. Тем временем Тарантул и Чёрная Вдова проникают на «Аксалон», чтобы выкрасть анабиозную капсулу, переделать её в летательный аппарат и бежать на нём с обречённой планеты.                                                                  |                                                  |                              |                   |                     |               |
| 26 | «Чужие голоса (Часть 2) \ Other Voices (Part 2)» | Лэрри ДиТилио                | Изекиэл Нортон    | 1 апреля 1997 г.    | BW026         |
| Оптимус Праймал летит в космос, чтобы уничтожить орбитальное лазерное оружие Воков, нацеленное на Землю. Но, буквально за считанные секунды до столкновения, он узнаёт, что не сможет покинуть свой шаттл, как было задумано — Мегатрон заблокировал выходной люк, превратив шаттл в смертельную ловушку… Неужели всё кончено? |                                                  |                              |                   |                     |               |

## Сезон 2: 1997—1998
| # | #  | Название серии                                         | Автор сценария | Дата первого показа | Код продукции |
| --- | -- | ------------------------------------------------------ | -------------- | ------------------- | ------------- |
| 27 | 1  | «Последствия \ Aftermath»                              | Лэри ДиТилио   | 26 октября 1997 г.  | BW027         |
| После гибели Оптимуса Мегатрон принимает решение немедленно напасть на базу максималов, оставшихся без командира. Но взрыв космической станции пришельцев порождает мощнейшую квантовую волну. Под её воздействием часть максималов и предаконов мутирует, превратившись в трансметаллические существа. «Звериные войны» получают новый импульс. |    |                                                        |                |                     |               |
| 28 | 2  | «Новые лица (Часть 1) \ Coming of the Fusors (Part 1)» | Боб Форвард    | 2 ноября 1997 г.    | BW028         |
| Предаконы спешат к месту приземления новых анабиозных капсул с протоформами. Воспользовавшись этим, Динобот забирает с «Дарксайда» оба Золотых Диска, надеясь разгадать скрытую в них тайну будущего. Тем временем из капсул, подвергшихся воздействию квантовой волны, выходят необычайные создания — фьюзоры. Мегатрон тут же берёт их в свой отряд вместо погибших в лавовом озере Террорзавра и Скорпонока, и атакует максималов.                                                          |    |                                                        |                |                     |               |
| 29 | 3  | «Новые лица (Часть 2) \ Coming of the Fusors (Part 2)» | Боб Форвард    | 9 ноября 1997 г.    | BW029         |
| Пока максималы отчаянно сражаются с превосходящими силами предаконов, Райнокс отправляет своё сознание в опасное путешествие — на поиски «искры» Оптимуса. Его миссия увенчивается успехом — когда силы максималов уже на исходе, Оптимус Праймал возвращается к жизни, став ещё сильнее, чем прежде, и заставляет предаконов отступить. А один из фьюзоров, Сильверболт, переходит на сторону максималов.                                                                                     |    |                                                        |                |                     |               |
| 30 | 4  | «Запутанная сеть \ Tangled Web»                        | Лен Уэйн       | 16 ноября 1997 г.   | BW030         |
| По распоряжению Мегатрона Тарантул, Чёрная Вдова и фьюзор Квикстрайк должны построить станцию дозаправки в пещере, где сохранились залежи кристаллов энергона. Но вместо того, чтобы выполнить приказ, Тарантул втайне от всех оборудует в пещере свой собственный «секретный бункер»… |    |                                                        |                |                     |               |
| 31 | 5  | «Хватит быть максималом \ Maximal, No More»            | Патрик Бэрри   | 23 ноября 1997 г.   | BW031         |
| Изучив кибертронский Золотой Диск, Динобот приходит к выводу, что события развиваются именно так, как было предсказано, и начинает сомневаться в том, что в своё время сделал правильный выбор, примкнув к максималам. Он возвращается к Мегатрону, но тот требует, чтобы Динобот доказал свою верность. Для этого он должен сразиться с Квикстрайком, вернуть Золотой Диск и убить Рэттрэпа…                                                                                                  |    |                                                        |                |                     |               |
| 32 | 6  | «Снова гости (Часть 1) \ Other Visits (Part 1)»        | Лэрри ДиТилио  | 8 февраля 1998 г.   | BW032         |
| Во время нового визита Воков бесследно исчезают Тигатрон и Эйрэзор. Пока все максималы заняты тем, что пытаются выяснить судьбу своих товарищей, Мегатрон с помощью Инферно и Чёрной Вдовы попадает внутрь «Аксалона» и снова завладевает Золотым Диском инопланетян. Перед максималами встаёт перспектива вести войну на два фронта… |    |                                                        |                |                     |               |
| 33 | 7  | «Снова гости (Часть 2) \ Other Visits (Part 2)»        | Лэрри ДиТилио  | 15 февраля 1998 г.  | BW033         |
| Получив благодаря Золотому Диску доступ к управлению кораблём пришельцев, Мегатрон берёт Оптимуса Праймала в заложники, чтобы по возвращении на Кибертрон гарантировать свою безопасность и иметь возможность диктовать кибертронцам свои условия. Но вмешательство Рэттрэпа расстраивает его планы… |    |                                                        |                |                     |               |
| 34 | 8  | «Плохая искра \ Bad Spark»                             | Грег Джонс     | 22 февраля 1998 г.  | BW034         |
| Из огромной анабиозной капсулы, помеченной жёлтым крестом, появляется на свет «Протоформа Х» — мрачная тайна «Аксалона», безумный гигант, мутировавший в результате рискованного эксперимента учёных-максималов с бессмертной «искрой» Скандалиста. Он враждебен и агрессивен по отношению к любому, кого встречает на своём пути. Но Мегатрон находит способ обуздать его… |    |                                                        |                |                     |               |
| 35 | 9  | «Кодекс героя \ Code of Hero»                          | Иэн Вир        | 9 марта 1998 г.     | BW035         |
| По приказу Мегатрона предаконы вторгаются в долину, где обитают предки людей, чтобы истребить человечество в самом зародыше и тем лишить автоботов их будущих союзников. Но на их пути встаёт непреодолимая преграда — Динобот. Он разгадал замыслы своего бывшего командира и полон решимости воспрепятствовать их осуществлению. В итоге максималы снова победили, но какой ценой… |    |                                                        |                |                     |               |
| 36 | 10 | «Трансмутация \ Transmutate»                           | Кристи Маркс   | 10 марта 1998 г.    | BW036         |
| Максимал Сильверболт и предакон Рэмпейдж сражаются не на жизнь, а на смерть из-за странного существа — Трансмутации, в которой каждый из них чувствует что-то родственное себе. Жертвуя собой, Трансмутация собственным телом останавливает снаряды, выпущенные ими друг в друга. Общая утрата на время сближает лютых врагов, и оба они искренне оплакивают гибель несчастной. |    |                                                        |                |                     |               |
| 37 | 11 | «Повестка дня (Часть 1) \ The Agenda (Part 1)»         | Боб Форвард    | 11 марта 1998 г.    | BW037         |
| Верховный Совет предаконов присылает на Землю своего тайного агента, бывшего десептикона Рэведжа, которому поручено разыскать Мегатрона, схватить его и доставить обратно на Кибертрон. Вместе с Оптимусом Праймалом и его командой Рэведж успешно выполняет первую часть задания — Мегатрон взят под арест на своей же собственной базе… |    |                                                        |                |                     |               |
| 38 | 12 | «Повестка дня (Часть 2) \ The Agenda (Part 2)»         | Боб Форвард    | 12 марта 1998 г.    | BW038         |
| Арестованный Мегатрон выкладывает свой главный козырь: он раскрывает Рэведжу истинную причину похищения Золотого Диска и своего бегства с Кибертрона. Оказывается, всё это время он действовал в соответствии с инструкциями «первого» Мегатрона, зашифрованными на Диске. Убеждённый Рэведж освобождает Мегатрона и улетает вместе с ним на глазах потрясённых максималов… |    |                                                        |                |                     |               |
| 39 | 13 | «Повестка дня (Часть 3) \ The Agenda (Part 3)»         | Боб Форвард    | 12 марта 1998 г.    | BW039         |
| Мегатрон заставляет Чёрную Вдову открыть ему секретный код доступа на обнаруженный в пещере под вулканом «Ковчег» — древний космический корабль, в котором уже несколько миллионов лет ждут своего пробуждения автоботы и десептиконы. Прежде чем максималы успевают ему помешать, Мегатрон взрывает голову Оптимуса Прайма, чтобы автоботы не смогли победить в грядущей войне. Начинается чудовищный катаклизм, грозящий уничтожить максималов, Вселенную и само время… Неужели всё кончено? |    |                                                        |                |                     |               |

## Сезон 3: 1998—1999
| # | Название серии                                 | Автор сценария | Режиссёр                | Дата первого показа | Код продукции |
| --- | ---------------------------------------------- | -------------- | ----------------------- | ------------------- | ------------- |
| 140 | «Оптимальная ситуация \ Optimal Situation»     | Боб Форвард    | Стив Сэкс               | 24 октября 1998 г.  | BW040         |
| Мегатрон слишком рано торжествует: пока Райнокс ремонтирует Оптимуса Прайма, Праймал вбирает в себя «искру» предка и превращается в «Оптимального Оптимуса» — огромного и ещё более могучего, чем когда-либо раньше. Хотя максималы лишились собственного корабля, они всё же выиграли этот раунд — Мегатрон вынужден отступить, лидер автоботов спасён, временна́я буря остановлена… История продолжается!                                                                                          |                                                |                |                         |                     |               |
| 241 | «Глубинный металл \Deep Metal»                 | Лэрри ДиТилио  | Оуэн Харли              | 1 ноября 1998 г.    | BW041         |
| На Землю прибывает максимал Дэпс Чардж, одержимый желанием найти и уничтожить «Протоформу Х» — Рэмпейджа, который когда-то погубил всех жителей его родной колонии Омикрон. Его желание исполняется лишь частично — он находит Рэмпейджа, но сам едва не становится его жертвой. Спасённый Праймалом от смерти, Дэпс Чардж, тем не менее, не хочет присоединяться к его отряду и снова отправляется на поиски своего заклятого врага…                                                               |                                                |                |                         |                     |               |
| 342 | «Смена охраны \ Changing of the Guard»         | Ивен Соумерс   | Стив Сэкс               | 8 ноября 1998 г.    | BW042         |
| Рэттрэп в батискафе погружается на дно озера к затопленному «Аксалону», чтобы снять с него «Часового» —охранную систему для защиты новой базы максималов. Неожиданно он оказывается в самом центре ожесточённой битвы между Рэмпейджем и Дэпс Чарджем. Из-за упрямства последнего и его стремления во что бы то ни стало немедленно расправиться со своим врагом миссия Рэттрэпа оканчивается полным провалом — «Часовой» захвачен предаконами…                                                     |                                                |                |                         |                     |               |
| 443 | «На острие ножа \ Cutting Edge»                | Иэн Вир        | Трентон Карлсон         | 15 ноября 1998 г.   | BW043         |
| Провожая домой своих малолетних подопечных из племени первобытных людей — Джака и Уну, Чёрная Вдова и Читор подвергаются нападению кибер-рапторов Мегатрона. Тарантул заражает прибывшего на помощь Оптимуса трансметаллическим ядом, а сам Мегатрон с остальными предаконами прорывается на базу максималов. Вовремя подоспевший Дэпс Чардж помогает Рэттрэпу и Райноксу отбить вражескую атаку, но сюрпризы Мегатрона ещё не закончились…                                                         |                                                |                |                         |                     |               |
| 544 | «Дикий крик (часть 1) \ Feral Scream (Part 1)» | Грег Джонсон   | Джон Поузер             | 31 января 1999 г.   | BW044         |
| Используя инопланетную технологию, Мегатрон клонирует Динобота и оживляет его с помощью части бессмертной «искры» Рэмпейджа. Пытаясь помешать этому, Читор получает тяжёлые повреждения, однако Дэпс Чарджу удаётся похитить основную деталь клонирующего устройства — трансметаллический усилитель. Предаконы захватывают Дэпс Чарджа в плен, чтобы вернуть усилитель, но нападение загадочного чёрного зверя обращает их в бегство…                                                               |                                                |                |                         |                     |               |
| 645 | «Дикий крик (часть 2) \ Feral Scream (Part 2)» | Жюль Деннис    | Стив Сэкс               | 7 февраля 1999 г.   | BW045         |
| Читор, которого остальные максималы уже считали погибшим, возвращается к товарищам, но с ним творится нечто странное — в результате воздействия трансметаллического усилителя он вторично подвергается мутации, превращаясь в свирепого чёрного зверя. Не умея контролировать свою новую силу, Читор становится опасным для окружающих, но при содействии Оптимуса вновь обретает власть над самим собой.                                                                                           |                                                |                |                         |                     |               |
| 746 | «Испытательный полигон \ Proving Grounds»      | Артур Селлерс  | Уильям Ло               | 14 февраля 1999 г.  | BW046         |
| Чёрная Вдова, обиженная недостатком доверия со стороны максималов, покидает их базу и почти сразу же сталкивается с клоном Динобота. Их смертельную игру в «кошки-мышки» прерывает появление Сильверболта, который бросается на защиту дамы своего сердца, но… вместо благодарности получает от неё пулемётный залп, а сама она вступает с Диноботом II в переговоры и предлагает ему заключить союз. Похоже, для недоверия есть основания…                                                         |                                                |                |                         |                     |               |
| 847 | «Вниз по течению \ Go with the Flow»           | Боб Форвард    | Кэл Шуметчер            | 18 февраля 1999 г.  | BW047         |
| Мегатрон собирается испытать на максималах новое смертоносное оружие — сверхмощный излучатель, способный парализовать любого трансформера. Но завершить установку излучателя может только целиком органическое существо; для этого предаконы по приказу Мегатрона похищают маленькую Уну. Однако у девочки есть надёжные защитники — Рэттрэп и Дэпс Чардж, да и сама она оказывается не такой уж беспомощной…                                                                                       |                                                |                |                         |                     |               |
| 948 | «Бесповоротное решение \ Crossing the Rubicon» | Д.С.Фонтана    | Трентон Карлсон         | 22 февраля 1999 г.  | BW048         |
| Райнокс проводит сложную и очень ответственную операцию по высвобождению исходной программы Чёрной Вдовы, изолированной предаконами. Узнав об этом, Тарантул активирует смертельный вирус, заложенный им в программу-оболочку. Увидев свою возлюбленную умирающей, Сильверболт, вне себя от горя и гнева, пытается убить Тарантула, и тут сам попадает в руки Рэмпейджа. Спасение приходит как раз вовремя…                                                                                         |                                                |                |                         |                     |               |
| 1049 | «Мастер Бластер \ Master Blaster»              | Эрик Торин     | Стив Сэкс               | 1 марта 1999 г.     | BW049         |
| Чтобы стать ещё сильнее, Мегатрон по примеру Оптимуса Праймала принимает в себя «искру» своего тёзки — лидера десептиконов. Пока длится переформатирование, Тарантул и Квикстрайк решают воспользоваться моментом и покончить с Мегатроном, сбросив его в лавовое озеро. Но вместо того, чтобы погибнуть, Мегатрон превращается в грозного огнедышащего дракона… |                                                |                |                         |                     |               |
| 1150 | «Ещё победы \ Other Victories»                 | Лэрри ДиТилио  | Уильям Ло               | 5 мая 1999 г.       | BW050         |
| Новый пришелец из космоса — Тайгерхок — должен по заданию своих создателей-Воков ликвидировать Мегатрона, чтобы устранить последствия вызванной им временно́й бури, однако сам попадает в плен к Тарантулу, который пытается заставить его служить себе… |                                                |                |                         |                     |               |
| 1251 | «Немезида (Часть 1) \Nemesis (Part 1)»         | Боб Форвард    | Изекиэл Нортон          | 6 мая 1999 г.       | BW051         |
| Тайгерхок разгромил базу предаконов, но Мегатрон не очень-то расстроен. Отыскав на берегу проложенный Тарантулом секретный туннель, он в сопровождении Динобота II спускается на морское дно, к «Немезиде» — боевому крейсеру десептиконов, и поднимает его в воздух, чтобы довершить то, что в своё время не удалось «первому» Мегатрону — уничтожить «Ковчег» вместе с его экипажем… |                                                |                |                         |                     |               |
| 1352 | «Немезида (Часть 2) \ Nemesis (Part 2)»        | Саймон Фурман  | Кэл Шуметчер, Стив Сэкс | 7 мая 1999 г.       | BW052         |
| Сознавая, что победа Мегатрона приведёт к катастрофе вселенского масштаба, Оптимус Праймал в одиночку атакует «Немезиду», в то время как его товарищи отчаянно пытаются оборонять «Ковчег». Но силы слишком неравны. Кажется, что остановить Мегатрона может только чудо… И оно происходит — Динобот-клон неожиданно встаёт на сторону максималов. «Немезида» вновь исчезает в пучине моря, Мегатрон повержен и пленён, а Праймал и его команда могут наконец вернуться домой. Неужели всё кончено? |                                                |                |                         |                     |               |